# バラトプル (ネパール)
バラトプル（ネパール語: भरतपुर महानगरपालिका、英: Bharatpur）は、ネパール東部のバグマティ州のチトワン郡の郡都。
2021年の人口は36万9377人で、国内3位。
チトワン渓谷に位置し、かつてのナラヤンガート(ネパール語: नारायणगढ)の町を含む。
バラトプルは最も成長の早い都市の一つである。
ナラヤニ川の岸に広がり、チトワン郡と中央ネパールの商業の中心地となっている。
東西を結ぶマヘンドラ・ハイウェイの中間と、南北に結ぶ、カトマンズ-ビールガンジ幹線道路の中間地点に位置する。
バラトプルからカトマンズまで146km、ポカラまで126km、ブトワルまで114km、ビールガンジまで128km、ヘトウラまで78km、ゴルカまで67kmという近さは、地理的重要性を示している。
道路事情の良さに加えて、バラトプルからは空路、カトマンズとポカラに毎日定期便が飛んでいる。
ショッピング地域はほとんど旧ナラヤンガートにある。
一方、官庁や大病院、大学はバラトプルの方にある。B.P.コイララ記念がん病院もここにある。
バラトプルの経済は伝統的に農業に基礎を置いてきた。
農地は次第に工業地帯や住宅地に変わっていった。
バラトプルの主要産業は小規模な加工業である。
多数の鶏肉加工工場が市内で発展した。
全国の需要の60%を賄っていると言われている。さらに、かなりの量の鶏肉は輸出されている。
そのほか、キノコ、ハチミツ、草花の栽培、サービス産業（教育と医療）が盛んである。
チトワン郡は食糧供給地帯と見なされ、バラトプルで加工され、カトマンズ、ポカラその他の大都市に供給される。
一方、コカコーラやサン・ミゲルなどの多国籍企業も市内に拠点を置いている。
多くのビジネスがこの町を拠点にしている。 中央にあるという位置と、バラトプルの十字路が卸・小売の商業機能を高めている。

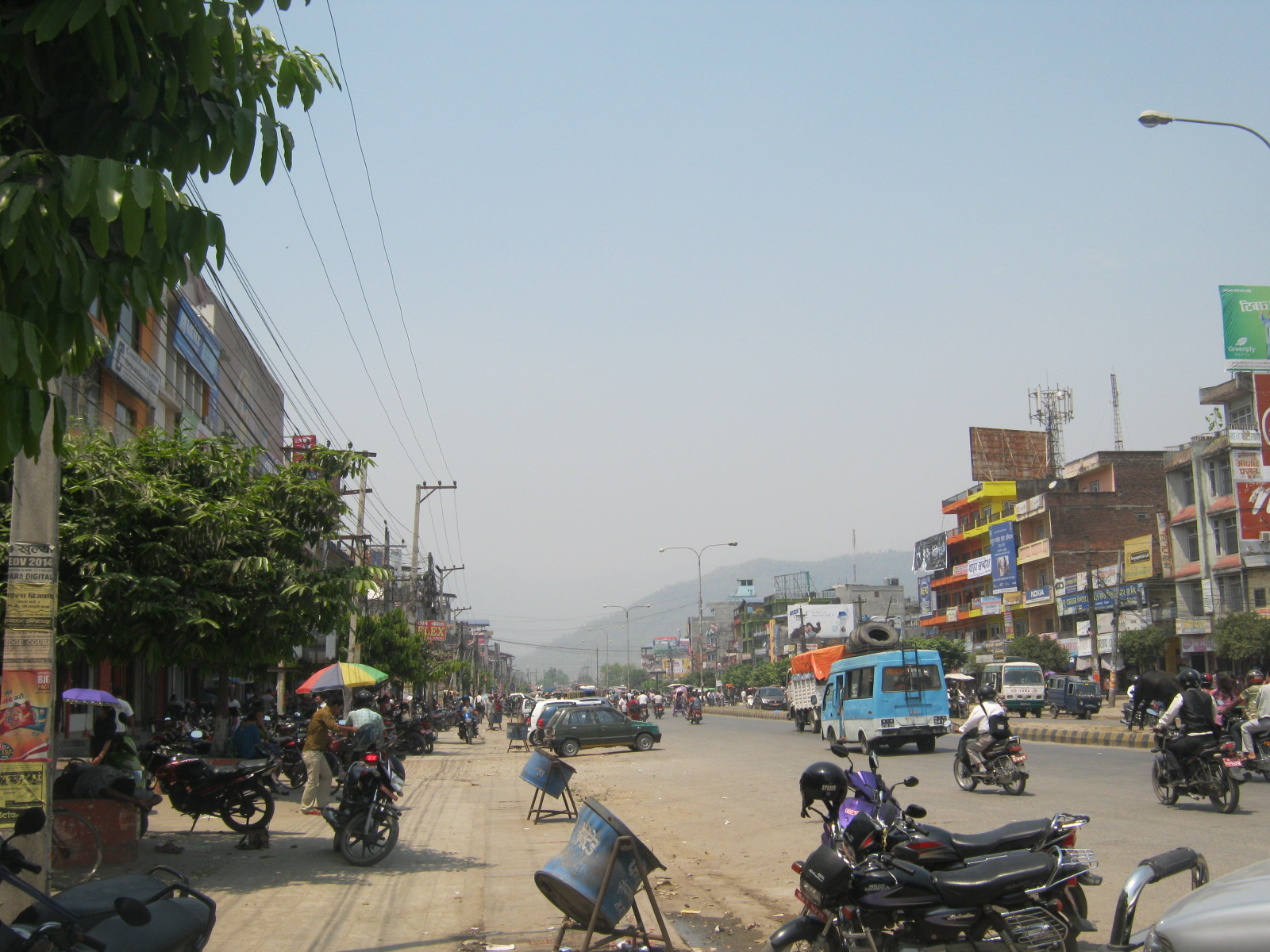
ナラヤンガート

## 観光
- チトワン国立公園：これまで「ロイヤル・チトワン国立公園」として知られた自然保護公園。ユネスコ世界遺産に登録されている。
- ナラヤンガート：ショッピングのみならず、ホテル、ロッジなどの宿泊施設やレストランなどが充実しつつあり、交通も至便である。
- マウラ・カリカ寺院：ナラヤニ川の北側に位置する観光スポット。山の麓から階段が整備されており、頂上まで2キロのハイキング。晴れの日は山の頂上からマナスル山脈も見える。

## 宗教施設
- デブガート (Devghat)：ヒンドゥー教の聖地の一つで、ナラヤニ川とカリ川の合流点にある。市街地から7km。
- マウラ・カリカ寺院：マウラ・カリカ寺院はヒンドゥー教の女神カーリーの寺院で、最近ネパールで人気が高まりつつある宗教施設及び観光スポットの一つ。